# Commonwealth byzantin

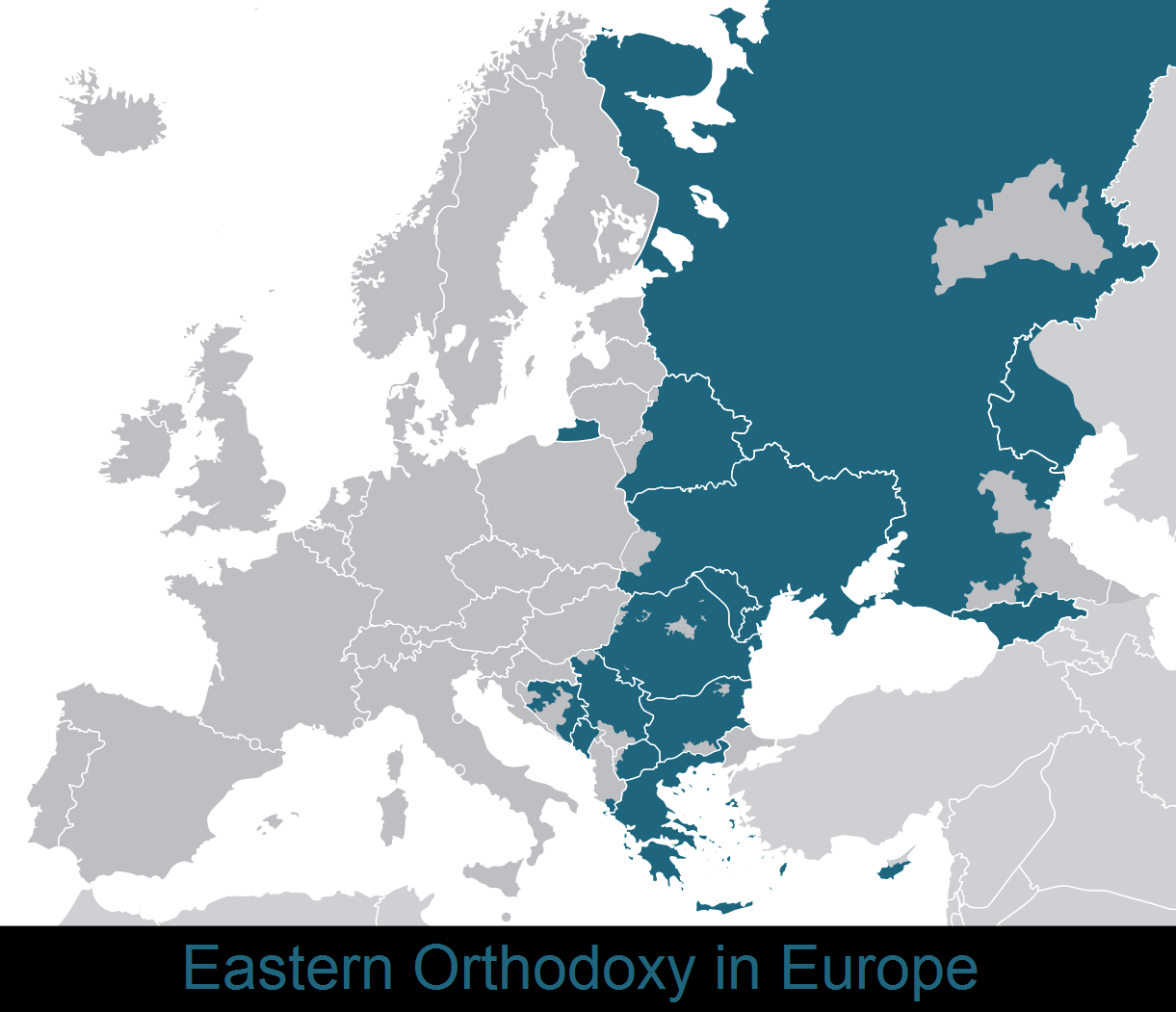
Orthodoxie en Europe

Le terme Commonwealth Byzantin est un terme créé par les historiens du XXe siècle pour désigner la région où l'influence byzantine (tradition liturgique et culturelle byzantine) se propage au Moyen Âge à partir de l'Empire byzantin et de ses missionnaires. Cette zone couvre approximativement les pays modernes de la Grèce, de Chypre, de la Macédoine du Nord, de la Bulgarie, de la Serbie, du Monténégro, de la Roumanie, de la Moldavie, de l'Ukraine, de la Biélorussie, du sud-ouest de la Russie et de la Géorgie. Selon Anthony Kaldellis, les Byzantins n'ont généralement pas de vision œcuménique, ni ne pensent à la notion d'un Commonwealth panorthodoxe, qu'il décrit comme du « chauvinisme romain ».
L'idéologie politique byzantine considère en effet que tout territoire et peuple est destiné à devenir, à terme, une partie intégrante de l'Empire et de l'Église orthodoxe,,.

## Le modèle d'Obolenski
L'étude la plus importante du concept est une étude de Dimitri Obolensky appelée The Byzantine Commonwealth. Dans son livre Six portraits byzantins, il examine la vie et les œuvres de six personnes mentionnées dans The Byzantine Commonwealth. Il décrit également le Commonwealth comme la communauté internationale au sein de la sphère d'autorité de l'empereur byzantin, liée par la même profession du christianisme orthodoxe et acceptant les principes du droit romano-byzantin.
Il y a des savants, cependant, qui critiquent cette conceptualisation, contestant la notion d'une supériorité incontestée de l'empire byzantin. Il est soutenu dans ces cas là que la dynamique complexe et multiforme des échanges culturels documentés n'est pas alignée sur la théorie selon laquelle Constantinople est le noyau supérieur tandis que ceux de la périphérie comprennent leur position marginale et imitaient simplement leurs supérieurs. Au lieu du Commonwealth byzantin, l'historien Christian Raffensperger propose qu'il soit plutôt appelé « l 'idéal byzantin ». La Bulgarie est un rival constant et puissant de l'empire byzantin au Moyen Âge qui cherche à se substituer à l'Empire voire à le phagocyter. Ici, l'empire maintient sa croyance dans la hiérarchie traditionnelle et l'autorité impériale alors que sa portée et son emprise sont déjà considérablement diminuées.